# Pełziec afrykański
Pełziec afrykański (Salpornis salvadori) – gatunek małego ptaka z rodziny pełźców (Salpornithidae). Występuje w Afryce Subsaharyjskiej. Nie jest zagrożony wyginięciem.

## Taksonomia
Po raz pierwszy gatunek opisał portugalski zoolog José Vicente Barbosa du Bocage w 1878 na łamach Jornal de sciencias mathematicas, physicas e naturaes. Holotyp pochodził z Angoli. Autor nadał nowemu gatunkowi nazwę Hylypsornis salvadori. Obecnie (2021) Międzynarodowy Komitet Ornitologiczny umieszcza pełźca afrykańskiego w rodzaju Salpornis jako odrębny gatunek, wyróżnia cztery podgatunki. Zależnie od klasyfikacji, S. salvadori bywa uznawany również za podgatunek pełźca indyjskiego (S. spilonotus). Przedstawiciele obydwu gatunków różnią się pieśnią.

## Podgatunki i zasięg występowania
IOC wyróżnia następujące podgatunki:
- S. s. emini Hartlaub, 1884 – pełziec wielkoplamy[3] – obszar od Gambii na południe po zachodnią Gwineę, północno-zachodnie Sierra Leone i północne Wybrzeże Kości Słoniowej na wschód miejscami po północną Ghanę, Burkinę Faso, Nigerię, północny Kamerun, południowy Czad i północną Republikę Środkowoafrykańską; do tego południowy Sudan, przyległy obszar południowo-wschodniej Demokratycznej Republiki Konga i skrajnie północno-wschodnią Ugandę[6]
- S. s. erlangeri Neumann, 1907 – zachodnia i południowo-wschodnia Wyżyna Abisyńska[6]
- S. s. salvadori (Barboza du Bocage, 1878) – pełziec afrykański[3] – skrajnie wschodnia Uganda i przyległe obszary wyżynne zachodniej Kenii, centralna Angola, południowa i południowo-wschodnia Demokratyczna Republika Konga, większa część Zambii, południowo-wschodnia, zachodnia i południowa Tanzania, Malawi i północny Mozambik[6]
- S. s. xylodromus Clancey, 1975 – północne i centralne Zimbabwe i przyległe obszary Mozambiku[6]

## Morfologia

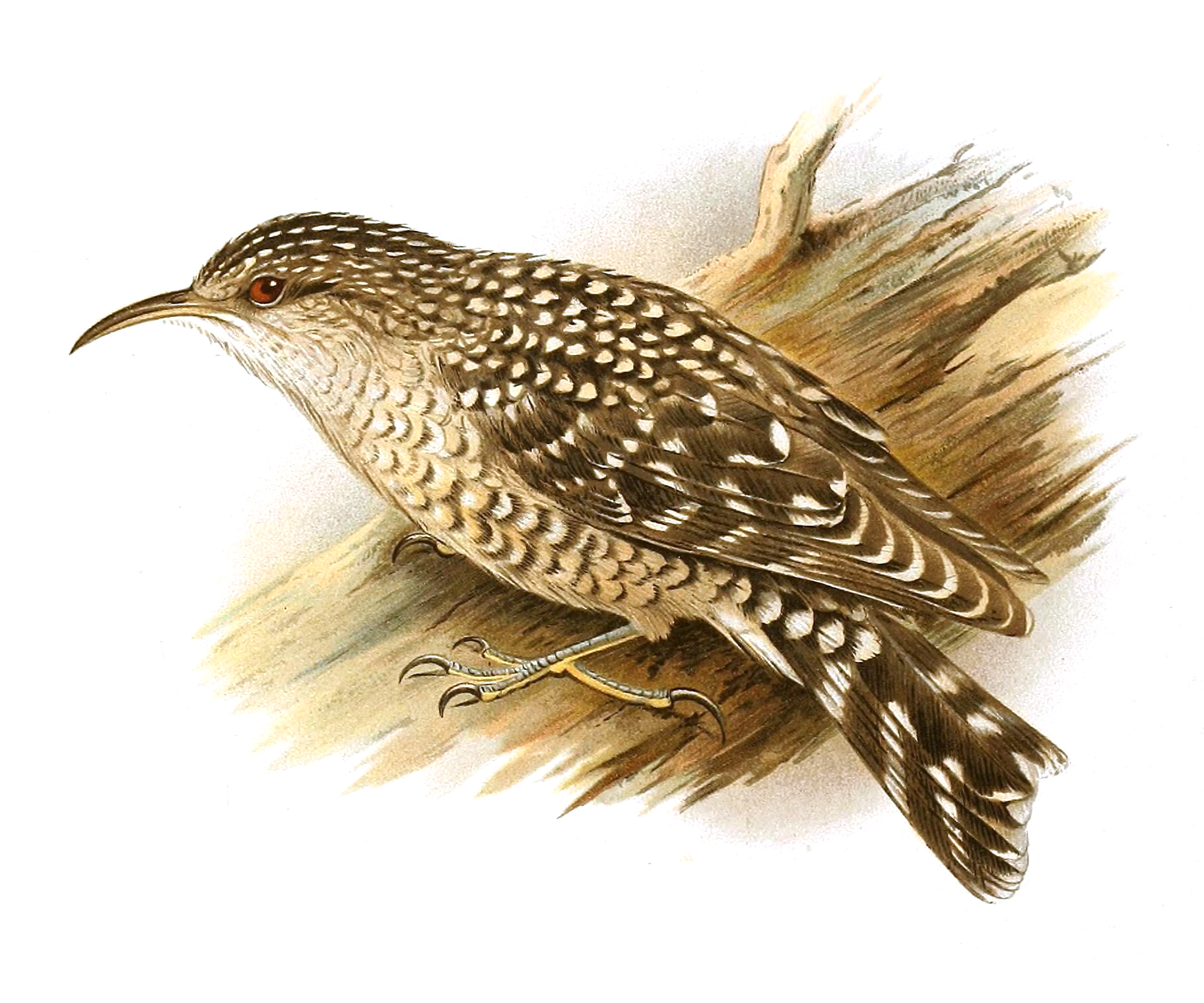
Pełziec afrykański na rycinie z 1904

Długość ciała wynosi około 15 cm; masa ciała 13,5–16 g. Wymiary szczegółowe podane w mm przedstawia poniższa tabela (liczba osobników S. s. emini – 16; S. s. erlangeri – 13; S. s. salvadori – 21):
|                 | Długość skrzydła | Długość dzioba | Długość ogona |
| --------------- | ---------------- | -------------- | ------------- |
| S. s. emini     | 97,5–96,5        | 22–25,1        | 49–55         |
| S. s. erlangeri | 90,5–95          | 19,4–22,6      | 53–58         |
| S. s. salvadori | 87,5–97,5        | 20,3–24,1      | 53–59         |

## Ekologia i zachowanie
Środowiskiem życia pełźców afrykańskich są głównie zadrzewienia Brachystegia i Julbernardia. Pożywienie wyszukują w korze drzew, poruszając się po pniu po spiralnym torze. Zjadają ćmy, gąsienice, chrząszcze, pluskwiaki i pajęczaki. Okres składania jaj trwa od sierpnia do października. Gniazdo ma formę otwartego kubeczka o wysokich ściankach, zbudowane jest z traw, owłosionych łodyg, ogonków liści, porostów, kory i kawałków drewna, spojonych pajęczynami i miękkim materiałem roślinnym. Zwykle umieszczone jest 3–12 m nad ziemią. Zniesienie liczy 2 lub 3 jaja. Wysiaduje jedynie samica, karmiona przez samca. Młodymi zajmują się obydwa ptaki z pary; pisklęta otrzymują głównie ćmy i gąsienice.

## Status
IUCN uznaje pełźca afrykańskiego za gatunek najmniejszej troski (LC, Least Concern) od 2016 roku; wcześniej gatunek nie był klasyfikowany jako osobny gatunek. Trend liczebności populacji uznawany jest za spadkowy.